# Тэджон Ханбат
Тэджон Ханбат (кор. 대전한밭종합운동장) — спортивный комплекс, расположенный в городе Тэджон (Республика Корея). Включает в себя многофункциональный стадион с футбольным полем и беговыми дорожками, бейсбольную площадку, крытый зал для игровых видов спорта, бассейн, теннисные корты. Способен принять суммарно до 30 000 зрителей. Открыт в январе 1964 года. Принимал матчи футбольного турнира Летних Олимпийских игр 1988. Слово Ханбат является оригинальным названием Тэджона. Современное название города — его транслитерация на ханча.

## Объекты комплекса

### Главный стадион
Футбольное поле с конца 1980-х годов регулярно используется для проведения матчей различных команд чемпионата Южной Кореи. В 1988 году здесь проходили игры олимпийского футбольного турнира.
В 1997 году стадион стал основной домашней ареной сильнейшего клуба города «Тэджон Ситизен». Однако он в 2002 году переехал на новый стадион, построенный к чемпионату мира. Позже здесь на протяжении десяти лет играла команда «Тэджон Корея Гидро энд Нуклиар Пауэр», а также один сезон женская «Тэджон Спортстото». Наконец, в 2014 году стадион стал домашней площадкой клуба третьего дивизиона «Тэджон Корейл».

### Бейсбольный стадион
Бейсбольный стадион Тэджон Ханбат или Ханва Лайф Иглс Парк открыт в 1965 году и вмещает на данный момент 13 500 зрителей. Является домашней ареной клуба Корейской бейсбольной лиги «Ханва Иглс».

### Спортивный зал Чунму
Спортивный зал Чунму — крытый зал, вмещающий до 6000 человек. Открыт в 1971 году. Используется для проведения соревнований по баскетболу и волейболу. Является домашней ареной мужской волейбольной команды «Тэджон Самсунг Файр Блюфангс» и женской «Тэджон Корея Кинсэн Корпорейшн».

### Прочие сооружения
- Зал Ханбат — спортивный зал вместимостью 2000 зрителей, используемый для соревнований по гандболу, бадминтону, тхэквондо, кендо.
- Бассейн
- Теннисные корты
- Вспомогательное тренировочное поле
- Площадка для игры в гейтбол

## Галерея

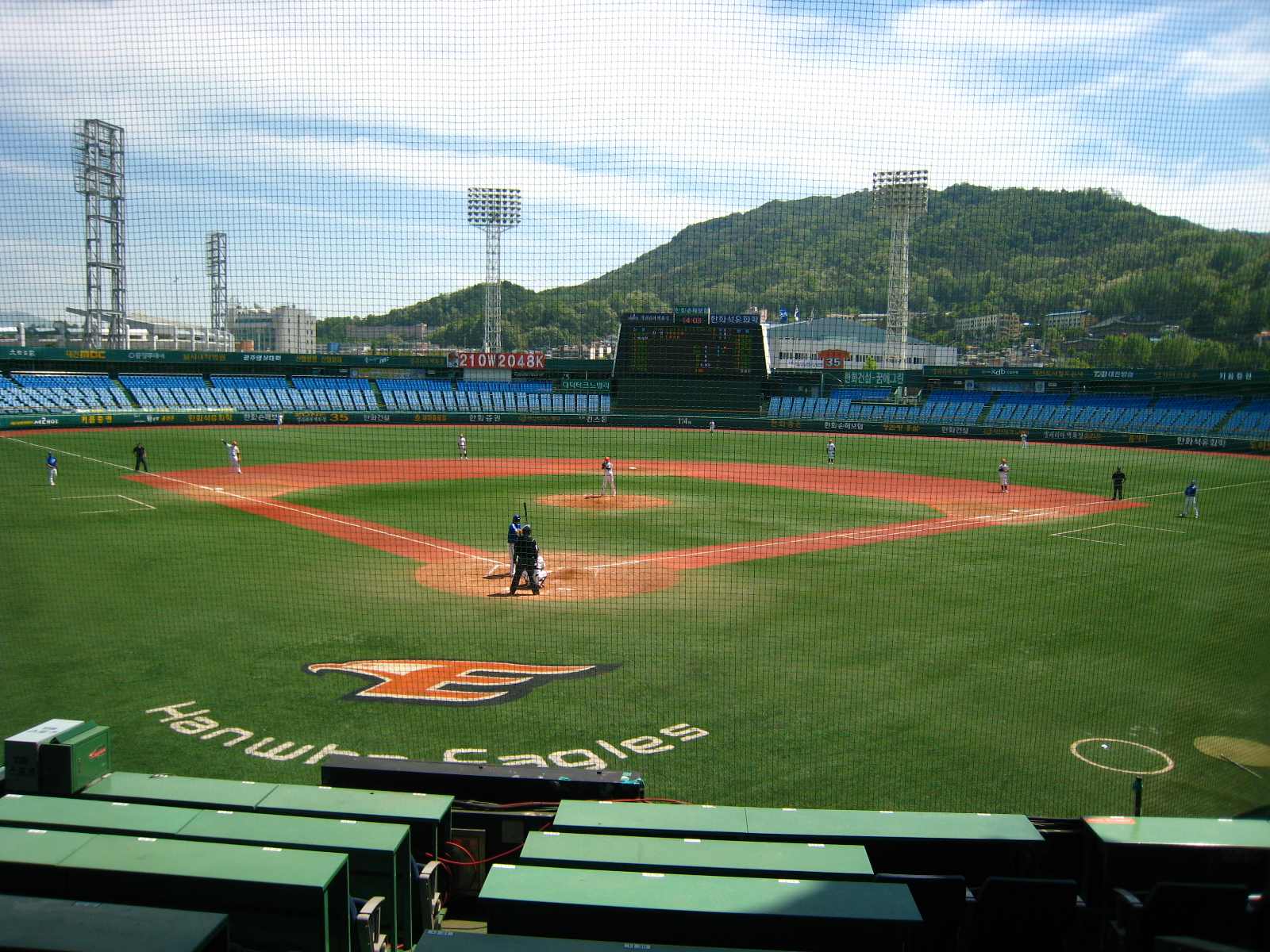
Бейсбольный стадион
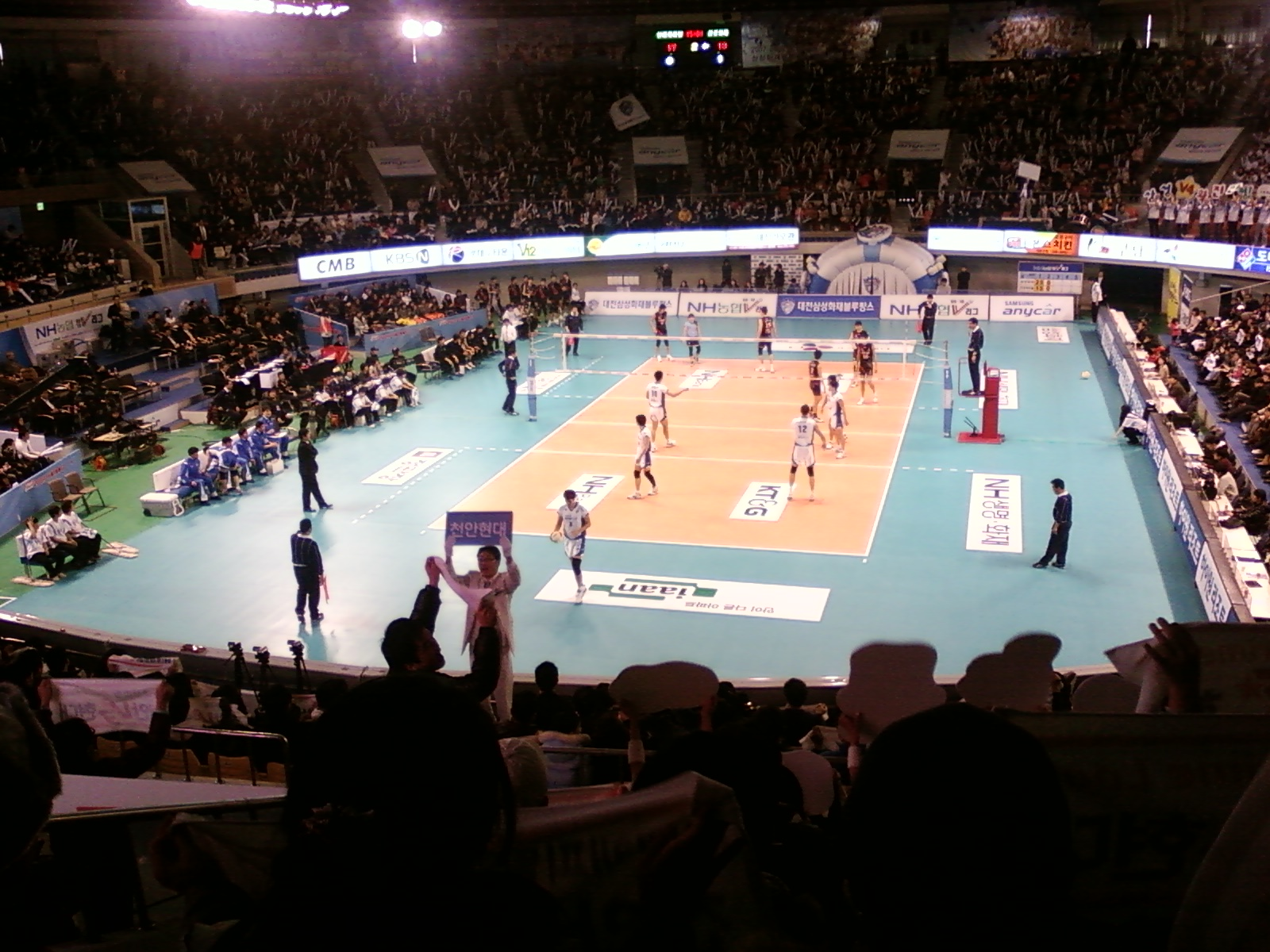
Зал Чунму